# Ewelina Ptak
Ewelina Ptak (geb. Klocek; * 20. März 1987 in Trzebnica) ist eine polnische Sprinterin, die sich auf den 200-Meter-Lauf spezialisiert hat und besonders erfolgreich in den Sprintstaffeln ist.

## Sportliche Laufbahn
2005 nahm Ewelina Kocek bei den Junioreneuropameisterschaften in Kaunas teil und belegte dort im Finale über 200 Meter den achten Platz. Bei den Juniorenweltmeisterschaften im darauffolgenden Jahr in Peking gewann sie die Bronzemedaille über 200 Meter und erzielte mit der polnischen 4-mal-100-Meter-Staffel den fünften Platz. 2007 verpasste sie bei den U23-Europameisterschaften als Vierte über ihre Spezialdisziplin nur knapp eine Medaille und gewann mit der Staffel die Bronzemedaille. Sie qualifizierte sich auch für die Weltmeisterschaften in Osaka. Dort kam sie in der Einzeldisziplin bis ins Viertelfinale und belegte mit der Staffel den achten Platz im Finale. 2008 war Kocek Teil der polnischen Staffel für die Olympischen Spiele in Peking, bei denen sie im Finale wegen einer Bahnübertretung disqualifiziert wurden.
2009 trat sie erneut bei den U23-Europameisterschaften in Kaunas an und gewann dort zwei Silbermedaillen. Ebenso gewann sie die Silbermedaille mit der Staffel bei der Sommer-Universiade 2009 in Belgrad. 2010 nahm Ptak an den Europameisterschaften in Barcelona teil und gelangte bis ins Semifinale über 200 Meter. 2012 gewann sie mit der Staffel bei den Europameisterschaften in Helsinki die Bronzemedaille und schied bei den Olympischen Spielen bereits in der Vorrunde aus. 2013 gewann sie mit der polnischen Studenten-Staffel die Bronzemedaille bei der Universiade in Kasan und schied über 200 Meter im Halbfinale aus. Bei den Weltmeisterschaften in Moskau schied sie mit der polnischen Mannschaft im Vorlauf der 4-mal-100-Meter-Staffel aus.
Ab 2014 konzentrierte sich Ptak mehr auf die längere Sprintdistanz, die 400 Meter. Bei den Hallenweltmeisterschaften in Sopot war sie erstmals Teil der polnischen Stafette, die auf dem vierten Platz einlief. 2016 wurde Ewelina Ptak mit der polnischen 4-mal-400-Meter-Staffel Vierte bei den Europameisterschaften in Amsterdam.

## Persönliche Bestzeiten
- 100 m: 11,45 s, 8. Juli 2010 in Bielsko-Biała
  - 60 m (Halle): 7,39 s, am 14. März 2009 in Peania
- 200 m: 23,07 s, 18. Juli 2009 in Kaunas
  - Halle: 23,85 s, 27. Februar 2016 in Spała
- 400 m: 52,24 s, 24. Juni 2016, Bydgoszcz
  - Halle: 52,86 s, 6. März 2016, Toruń